# Hans Bernhard Schmid
Hans Bernhard Schmid (geboren 1970 in Chur) ist ein Schweizer Philosoph, Hochschullehrer und Autor.

## Leben
Hans Bernhard Schmid studierte Philosophie, Soziologie und Mediävistik an der Universität Basel. Er lehrte soziologische Theorie in Basel und Philosophie an der Graduate Faculty der New School for Social Research in New York. Er war ab dem Jahr 2000 Assistent und Lehrbeauftragter an der Universität St. Gallen. 2005 wurde er Privatdozent für Philosophie an der Universität Basel und 2011 Professor für politische Philosophie und Sozialphilosophie an der Universität Wien.
Schmids Arbeitsschwerpunkte sind Phänomenologie, Sozialphilosophie, analytische Handlungstheorie und Sozialtheorie. 2011 veröffentlichte er eine Kritik der Schlussfolgerungen aus den von Stanley Milgram 1960 angestellten psychologischen Versuchen zur Manipulierbarkeit von Menschen.

## Schriften (Auswahl)
- Subjekt, System, Diskurs : Edmund Husserls Begriff transzendentaler Subjektivität in sozialtheoretischen Bezügen. Dordrecht : Kluwer Acad. Publ., 2000
- Wir-Intentionalität : Kritik des ontologischen Individualismus und Rekonstruktion der Gemeinschaft. Freiburg in Breisgau : Alber, 2005
- mit David P. Schweikard (Hrsg.): Kollektive Intentionalität : eine Debatte über die Grundlagen des Sozialen. Frankfurt am Main : Suhrkamp, 2008
- Moralische Integrität : Kritik eines Konstrukts. Berlin : Suhrkamp, 2011
- mit Daniel Sirtes, Marcel Weber (Hrsg.): Collective epistemology. Frankfurt am Main : Ontos, 2011
- Evil in Joint Action: The Ethics of Hate and the Sociology of Original Sin. Abingdon: Routledge, 2020
- mit Leo Townsend, Ruth Rebecca Tietjen, und Michael Staudigl (Hrsg.): The Philosophy of Fanaticism: Epistemic, Affective and Poltical Dimensions. Routledge, 2022